# Hen Wlad Fy Nhadau
Hen Wlad Fy Nhadau ([heːn wlaːd və n̥adai], Stara dežela mojih očetov) je državna himna Walesa.

## Besedilo
| valižanščina Mae hen wlad fy nhadau yn annwyl i mi, Gwlad beirdd a chantorion, enwogion o fri; Ei gwrol ryfelwyr, gwladgarwyr tra mâd, Tros ryddid gollasant eu gwaed. Gwlad, gwlad, pleidiol wyf i'm gwlad. Tra môr yn fur i'r bur hoff bau, O bydded i'r hen iaith barhau. Hen Gymru fynyddig, paradwys y bardd, Pob dyffryn, pob clogwyn i'm golwg sydd hardd; Trwy deimlad gwladgarol, mor swynol yw si Ei nentydd, afonydd, i mi. Os treisiodd y gelyn fy ngwlad tan ei droed, Mae hen iaith y Cymry mor fyw ag erioed. Ni luddiwyd yr awen gan erchyll law brad, Na thelyn berseiniol fy ngwlad. | slovenščina Stara dežela mojih očetov meni je draga, dežela, kjer ceni pesnikov, pevcev se slava, Njeni pogumni vojščaki, domoljubni junaki, za svobodo prelili so svojo kri. Domovina, domovina, jaz sem za njo, Dokler morje je čistih, dragih zalivov branik, naj stari jezik živi! Stari, gorati Wales, raj pesnikov, vsaka dolina in skala zame je lepa, Zaradi ljubezni do domovine zame je očarljivo, mrmranje njenih potokov in rek. Če sovražnik potlači mojo deželo pod svoje noge, stari velški jezik še vedno, kot prej, živi. Muze ne ovira gnusna roka izdajalca, prav tako ne harfe moje zemlje. |